# Będzino (gmina)
Będzino – gmina wiejska w woj. zachodniopomorskim, w powiecie koszalińskim, położona na Pobrzeżu Koszalińskim. Siedzibą gminy jest wieś Będzino.
Według danych z 1 stycznia 2010 roku gmina miała 8369 mieszkańców.
Miejsce w województwie (na 114 gmin):

powierzchnia 60., ludność 37.

## Położenie
Według danych z 1 stycznia 2010 powierzchnia gminy wynosiła 166,19 km². Gmina stanowi 10,8% powierzchni powiatu.
Gmina Będzino leży w pasie nadmorskim, w północno-zachodniej części powiatu koszalińskiego. Jest to gmina o charakterze rolniczym, choć ze względu na 5 kilometrowy odcinek wybrzeża morskiego i jezioro Jamno oraz położenie wzdłuż drogi krajowej nr 11.
Sąsiednie gminy:
- Koszalin (miasto na prawach powiatu)
- Biesiekierz i Mielno (powiat koszaliński)
- Gmina Karlino (powiat białogardzki)
- Dygowo i Ustronie Morskie (powiat kołobrzeski)

Do 31 grudnia 1998 r. wchodziła w skład województwa koszalińskiego.

## Demografia
Gminę zamieszkuje 14,5% ludności powiatu.
- Piramida wieku mieszkańców gminy Będzino w 2014 roku[3].

## Przyroda i turystyka
Gmina leży na Równinie Białogardzkiej, zachodnia część nad Morzem Bałtyckim. W południowej części znajduje się fragment rezerwatu torfowiskowo-leśnego Wierzchomińskie Bagno należącego do Nadleśnictwa Karnieszewice. Północno-wschodnia część przylega do jeziora Jamno. Tereny leśne zajmują 10% powierzchni gminy, a użytki rolne 80%.
Przez teren Gminy przepływają dwa większe cieki wodne – rzeki Strzeżenica i Glinianka (dopływ Dzierżęcinki).
Na obszarze gminy znajduje się rezerwat florystyczny Wierzchomińskie Bagna oraz 6 zespołów pałacowo-ogrodowych w miejscowościach: Dobre, Dworek, Kładno, Mścice, Pleśna i Strzepowo. Przy pałacach i dworach rośnie wiele drzew o rozmiarach pomnikowych.
Przy miejscowości Dobrzyca znajdują się Ogrody Tematyczne Hortulus oraz Ogrody Hortulus Spectabilis z wieżą widokową i labiryntem grabowym.

## Historia
1 stycznia 2010 roku z gminy Będzino został odłączony obszar dwóch sołectw: Jamno i Łabusz, które zostały przyłączone do Koszalina. Powierzchnia gminy została zmniejszona o 15,02 km². Do tego dnia gmina sąsiadowała z gminą Sianów.

## Komunikacja

### Drogi
Przez gminę Będzino prowadzi droga krajowa nr 11 łącząca Będzino z Koszalinem (15 km) i przez Ustronie Morskie (16 km) do Kołobrzegu (27 km) oraz drogi wojewódzkiej nr 165 z Mścic do Mielna (5 km).

### Kolej
Będzino uzyskało połączenie kolejowe w 1899 r. po połączeniu Kołobrzegu z Koszalinem. W 1988 r. linia ta została zelektryfikowana. Obecnie czynnych jest 5 stacji: Mścice, Będzino, Słowienkowo, Miłogoszcz i Tymień.
W 1905 r. od stacji Mścice wybudowano linię kolejową do miasta Mielno. W 1913 r. linię zelektryfikowano i wydłużono do Unieścia. W 1989 r. linię ponownie zelektryfikowano. W latach 1994–2008 linia Mścice-Mielno była nieczynna. Od lipca 2008 r. jest obsługiwana przez szynobus. więcej

### Poczta
W gminie czynne są 4 urzędy pocztowe: Mścice (nr 76-031), Tymień (nr 76-035), Będzino (nr 76-037) i Dobrzyca k. Koszalina (nr 76-038).

## Miejscowości
WsieBędzinko, Będzino, Borkowice, Dobiesławiec, Dobre, Dobrzyca, Kiszkowo, Kładno, Komory, Łekno, Łopienica, Miłogoszcz, Mścice, Pleśna, Popowo, Skrzeszewo, Słowienkowo, Smolne, dworek,Strachomino, Strzepowo, Strzeżenice, Śmiechów, Tymień, Wierzchominko, Wierzchomino
OsadaMalinowo, Ziębrze.

## Podział administracyjny
Gmina Będzino utworzyła 25 jednostek pomocniczych gminy, będących sołectwami.
SołectwaBarnin/Zagaje, Będzinko, Będzino, Dobiesławiec, Dobre, Dobrzyca, Kiszkowo, Kładno, Komory, Łekno, Łopienica/Łasin Koszaliński, Mścice, Popowo, Skrzeszewo, Słowienkowo, Smolne, Stoisław, Strachomino, Strzepowo, Strzeżenice, Śmiechów/Borkowice, Tymień, Uliszki, Wierzchominko i Wierzchomino.

## Administracja
W 2016 r. wykonane wydatki budżetu gminy Będzino wynosiły 37,9 mln zł, a dochody budżetu 39,8 mln zł. Zobowiązania samorządu (dług publiczny) według stanu na koniec 2016 r. wynosiły 11,7 mln zł, co stanowiło 29,3% poziomu dochodów.
| Nr okręgu | Nazwa okręgu i jego granica                                      | Liczba wybieranych radnych w okręgu |
| --------- | ---------------------------------------------------------------- | ----------------------------------- |
| 1.        | Barninek, Dobiesławiec, Mścice, Podamirowo, Radomno, Strzeżenice | 1                                   |
| 2.        | Mścice                                                           | 1                                   |
| 3.        | Mścice                                                           | 1                                   |
| 4.        | Łubniki, Mścice, Przybyradz                                      | 1                                   |
| 5.        | Dobre, Dobre Małe, Pakosław, Popowo, Świercz, Ziębrze            | 1                                   |
| 6.        | Stoisław                                                         | 1                                   |
| 7.        | Będzino, Komory                                                  | 1                                   |
| 8.        | Barnin, Będzinko, Kazimierz Pomorski, Łekno, Mączno, Zagaje      | 1                                   |
| 9.        | Borkowice, Kładno, Miłogoszcz, Pleśna, Śmiechów                  | 1                                   |
| 10.       | Dworek, Kiszkowo, Skrzeszewo, Słowienkowo, Uliszki               | 1                                   |
| 11.       | Dobrzyca, Podbórz, Smolne                                        | 1                                   |
| 12.       | Dobrzyca, Wierzchomino, Wierzchominko                            | 1                                   |
| 13.       | Strachomino, Strzepowo                                           | 1                                   |
| 14.       | Tymień                                                           | 1                                   |
| 15.       | Łasin Koszaliński, Łopienica, Tymień, Wiciąże Pierwsze           | 1                                   |